# Ministerstwo Sprawiedliwości (Polska)

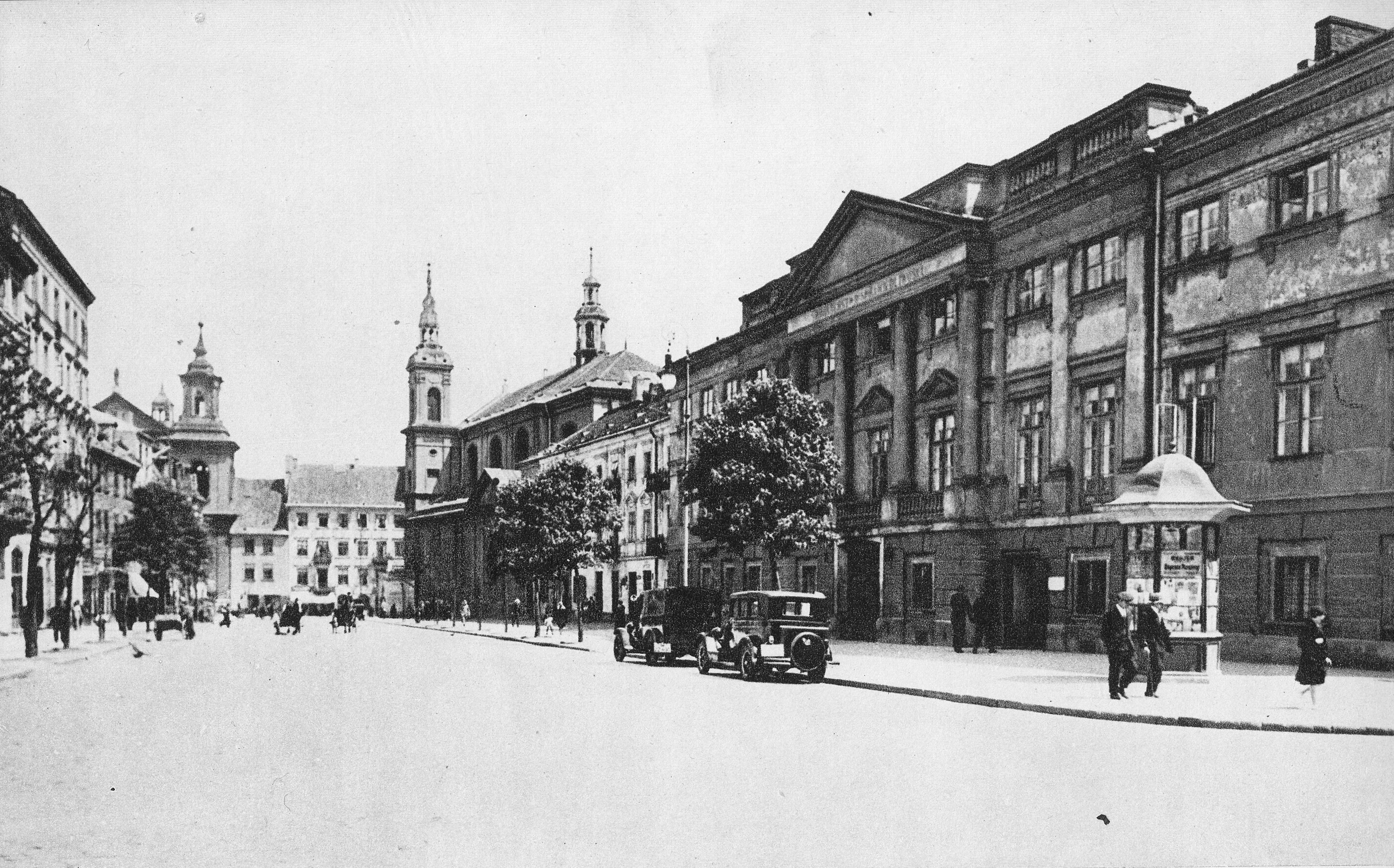
Pałac Raczyńskich, siedziba Ministerstwa Sprawiedliwości do 1939

Ministerstwo Sprawiedliwości (MS) – urząd pomocniczy Ministra Sprawiedliwości, członka Rady Ministrów stanowiącego naczelny organ administracji rządowej odpowiedzialny za dział administracji rządowej – sprawiedliwość, będącego od 29 grudnia 1989 roku jednym z członków Krajowej Rady Sądownictwa, co czyni go na mocy art. 187 ust. 1 Konstytucji Rzeczypospolitej Polskiej jednym z dwóch „nazwanych” ministrów (obok Ministra Obrony Narodowej). Ponadto od 31 marca 1990 r. do 30 marca 2010 r. Minister pełnił z urzędu godność Prokuratora Generalnego, a od 4 marca 2016 r. na mocy ustawy Prawo o prokuraturze pełni ją ponownie, niemniej w świetle Konstytucji są to osobne organy, obsługiwane również obecnie przez odrębne urzędy, odpowiednio przez Ministerstwo Sprawiedliwości oraz przez Prokuraturę Krajową, zaś wspomniana ustawa skutkuje jedynie ich unią personalną, bez zniesienia prawnej odrębności któregokolwiek z nich, dzięki czemu od 31 marca 2010 do 3 marca 2016 r. zamiast Prokuratury Krajowej mogła działać Prokuratura Generalna, usytuowana całkowicie niezależnie od Ministerstwa Sprawiedliwości i szerzej administracji rządowej, a sam Prokurator Generalny był osobą powoływaną przez Prezydenta RP na 6-letnią kadencję spośród dwóch kandydatów przedstawionych przez Krajową Radę Sądownictwa i (nieistniejącą obecnie) Krajową Radę Prokuratury.

## Kierownictwo[5]
- Waldemar Żurek – minister sprawiedliwości i prokurator generalny od 24 lipca 2025
- Arkadiusz Myrcha (PO) – sekretarz stanu od 13 grudnia 2023[6]
- Maria Ejchart – podsekretarz stanu od 13 grudnia 2023
- Dariusz Mazur – podsekretarz stanu od 22 grudnia 2023[7]
- Wojciech Kutyła – dyrektor generalny

## Kompetencje Ministra Sprawiedliwości
Rozporządzenie określa szczegółowy zakres działania Ministra Sprawiedliwości:
1. Minister kieruje działem administracji rządowej – sprawiedliwość.
2. Minister jest dysponentem części 15 i 37 budżetu państwa.
3. Obsługę ministra zapewnia Ministerstwo Sprawiedliwości.

Dział sprawiedliwość obejmuje sprawy:
1. sądownictwa,
2. prokuratury, notariatu, adwokatury i radców prawnych, w zakresie wynikającym z przepisów odrębnych,
3. wykonywania kar oraz środków wychowawczych i środka poprawczego orzeczonego przez sądy oraz sprawy pomocy postpenitencjarnej.

Minister właściwy do spraw sprawiedliwości zapewnia przygotowywanie projektów kodyfikacji prawa cywilnego, w tym rodzinnego, oraz prawa karnego.
Minister właściwy do spraw sprawiedliwości jest właściwy w sprawach sądownictwa w zakresie spraw niezastrzeżonych odrębnymi przepisami do kompetencji innych organów państwowych i z uwzględnieniem zasady niezawisłości sędziowskiej.
Ministrowi właściwemu do spraw sprawiedliwości podlega Służba Więzienna.

## Struktura organizacyjna
W skład Ministerstwa Sprawiedliwości wchodzą następujące jednostki organizacyjne:
- Gabinet Polityczny Ministra
- Departament Analiz i Strategii
- Departament Budżetu i Inwestycji
- Departament Funduszy i Nieodpłatnej Pomocy Prawnej
- Departament Informatyzacji i Rejestrów Sądowych
- Departament Kadr i Organizacji Sądów Powszechnych i Wojskowych
- Departament Legislacyjny
- Departament Nadzoru Administracyjnego
- Departament Prawa Cywilnego i Gospodarczego
- Departament Prawa Europejskiego
- Departament Prawa Karnego
- Departament Spraw Rodzinnych i Nieletnich
- Departament Współpracy Międzynarodowej i Praw Człowieka
- Departament Wykonania Orzeczeń i Probacji
- Departament Zawodów Prawniczych
- Biuro Administracyjne
- Biuro Bezpieczeństwa
- Biuro Cyberbezpieczeństwa
- Biuro Dyrektora Generalnego
- Biuro Finansów
- Biuro Informacyjne Krajowego Rejestru Karnego
- Biuro Komunikacji i Promocji
- Biuro Ministra
- Biuro Obsługi Komisji do spraw reprywatyzacji nieruchomości warszawskich
- Biuro Obsługi Restrukturyzacji i Upadłości oraz Pełnomocnika do Spraw Biegłych Sądowych.

Jednostki organizacyjne podległe ministrowi:
- Instytut Ekspertyz Ekonomicznych i Finansowych w Łodzi
- Instytut Ekspertyz Sądowych im. prof. dra Jana Sehna w Krakowie
- Instytut Ekspertyz Medycznych w Łodzi
- Instytut Wymiaru Sprawiedliwości
- Centralny Zarząd Służby Więziennej
- Centrum Cyberbezpieczeństwa w likwidacji
- Okręgowe inspektoraty Służby Więziennej
- Areszty śledcze
- Zakłady Karne
- Centralny Ośrodek Szkolenia Służby Więziennej w Kaliszu
- Ośrodek Szkolenia Służby Więziennej w Kulach
- Ośrodek Szkolenia Służby Więziennej w Popowie
- Ośrodek Szkolenia Służby Więziennej w Suchej
- okręgowe ośrodki wychowawcze, zakłady poprawcze i Schroniska dla nieletnich

Jednostki organizacyjne nadzorowane przez ministra:
- Krajowa Szkoła Sądownictwa i Prokuratury
- Akademia Wymiaru Sprawiedliwości w Warszawie
- Sądy powszechne – w zakresie nadzoru administracyjnego ministra nad działalnością administracyjną sądów
- Sądy wojskowe – w zakresie zwierzchniego nadzoru ministra w zakresie organizacji i działalności administracyjnej sądów
- Izby morskie – w zakresie zwierzchniego nadzoru ministra nad działalnością przewodniczących i wiceprzewodniczących tych izb oraz trybu postępowania przed izbami
- Ośrodki kuratorskie
- Opiniodawcze zespoły sądowych specjalistów
- Przedsiębiorstwa państwowe, dla których minister jest organem założycielskim

## Lista ministrów sprawiedliwości
Ministrowie sprawiedliwości (1917–1919)
- Stanisław Bukowiecki (ur. 1867, zm. 1944) od 7 grudnia 1917 r. do 27 lutego 1918 r.
- Józef Higersberger (ur. 1856, zm. 1921) od 4 kwietnia 1918 r. do 4 listopada 1918 r.
- Józef Światopełk-Zawadzki (ur. 1859, zm. 1919) od 4 listopada 1918 r. do 14 listopada 1918 r.[10]

Ministrowie sprawiedliwości – naczelni prokuratorzy (1919–1939)
- Leon Supiński (ur. 1874, zm. 1950) od 17 listopada 1918 do 2 września 1919
- Bronisław Sobolewski (ur. 1870, zm. 1924) od 2 września 1919 do 9 grudnia 1919
- Jan Hebdzyński (ur. 1856, zm. 1929) 13 grudnia 1919 – 9 czerwca 1920
- Jan Morawski 23 czerwca 1920 – 24 lipca 1920[10]
- Stanisław Nowodworski 24 lipca 1920 – 19 czerwca 1921
- Bronisław Sobolewski 19 czerwca 1921 – 6 czerwca 1922
- Wacław Makowski 28 czerwca 1922 – 26 maja 1923
- Stanisław Nowodworski 28 maja 1923 – 15 grudnia 1923
- Włodzimierz Wyganowski 19 grudnia 1923 – 17 listopada 1924
- Antoni Żychliński 17 listopada 1924 – 13 listopada 1925
- Stefan Piechocki 20 listopada 1925 – 15 maja 1926
- Wacław Makowski 15 maja 1926 – 30 września 1926
- Aleksander Meysztowicz 2 października 1926 – 22 grudnia 1928
- Stanisław Car 22 grudnia 1928 – 29 grudnia 1929
- Feliks Dutkiewicz kierownik 29 grudnia 1929 – 17 marca 1930
- Stanisław Car 29 marca 1930 – 4 grudnia 1930
- Czesław Michałowski 4 grudnia 1930 – 15 maja 1936
- Witold Grabowski 16 maja 1936 – 30 września 1939

Ministrowie sprawiedliwości – naczelni prokuratorzy Rządu RP na uchodźstwie (1944-1990)
- Władysław Sikorski 16 października 1939 – 20 lipca 1940 r.
- Marian Seyda 20 lipca 1940 – 22 września 1941
- p.o. Prezes Rady Ministrów Władysław Sikorski 22 września 1941 – 3 września 1941
- Herman Lieberman 3 września 1941 – 20 października 1941
- Karol Popiel 20 października 1941 – 21 stycznia 1942
- Wacław Komarnicki 21 stycznia 1942 – 29 listopada 1944
- Bronisław Kuśnierz 29 listopada 1944–luty 1949
- vacat luty 1949 – 25 września 1950
- p.o. Prezes Rady Ministrów Roman Odzierzyński 25 września 1950 – 18 stycznia 1954
- Kazimierz Okulicz 18 stycznia 1954 – 8 sierpnia 1955
- Tadeusz Bugayski 8 sierpnia 1955 – 15 kwietnia 1957
- Stanisław Lubodziecki 15 kwietnia 1957 – 20 lipca 1970
- Sylwester Karalus 20 lipca 1970 – 18 lipca 1972
- Stanisław Wiszniewski 18 lipca 1972 – 5 sierpnia 1976
- Kazimierz Sabbat 5 sierpnia 1976 – 12 lipca 1978
- Zbigniew Scholtz 12 lipca 1978 – 20 czerwca 1979
- Bolesław Dziedzic 20 czerwca 1979 – 17 stycznia 1984
- p.o. Bohdan Wendorff 17 stycznia 1984–1986
- Stanisław Wiszniewski 1986 – 20 grudnia 1990

Ministrowie sprawiedliwości w Polsce Ludowej (1944–1989)
- Jan Czechowski (ur. 1894, zm. 1972), (SL) od 21 lipca 1944 do 31 grudnia 1944[11]
- Edmund Zalewski (ur. 1883, zm. 1962), (SL) od 31 grudnia 1944 do 2 maja 1945
- Henryk Świątkowski (ur. 1896, zm. 1970), (PPS/PZPR) od 2 maja 1945 do 21 kwietnia 1956
- Zofia Wasilkowska (ur. 1910, zm. 1996), (PZPR) od 27 kwietnia 1956 do 20 lutego 1957
- Marian Rybicki (ur. 1915, zm. 1987), (PZPR) od 27 lutego 1957 do 24 czerwca 1965
- Stanisław Walczak (ur. 1913, zm. 2002), (PZPR) od 25 czerwca 1965 do 26 października 1971
- Włodzimierz Berutowicz (ur. 1914, zm. 2004), (PZPR) od 26 października 1971 do 25 marca 1976
- Jerzy Bafia (ur. 1926, zm. 1991), (PZPR) od 27 marca 1976 do 12 czerwca 1981
- Sylwester Zawadzki (ur. 1921, zm. 1999), (PZPR) od 12 czerwca 1981 do 22 listopada 1983
- Lech Domeracki (ur. 1929, zm. 2020), (PZPR) od 22 listopada 1983 do 19 września 1988
- Łukasz Balcer (SD) od 14 października 1988 do 1 sierpnia 1989

Ministrowie sprawiedliwości – członkowie Krajowej Rady Sądownictwa – prokuratorzy generalni (1989–2010)
| Lp.    | Zdjęcie | Imię i nazwisko (partia polityczna)        | Objęcie urzędu       | Złożenie urzędu      | Długość urzędowania | Rząd                                                       |
| ------ | ------- | ------------------------------------------ | -------------------- | -------------------- | ------------------- | ---------------------------------------------------------- |
| 1.     |         | Aleksander Bentkowski (ZSL/PSL) (ur. 1941) | 12 września 1989     | 14 grudnia 1990      | 458 dni             | Rząd Tadeusza Mazowieckiego                                |
| 2.     |         | Wiesław Chrzanowski (ZChN) (1923–2012)     | 12 stycznia 1991     | 25 listopada 1991    | 317 dni             | Rząd Jana Krzysztofa Bieleckiego                           |
| p.o.   |         | Andrzej Marcinkowski (1929–2010)           | 25 listopada 1991    | 23 grudnia 1991      | 28 dni              | Rząd Jana Krzysztofa Bieleckiego                           |
| 3.     |         | Zbigniew Dyka (ZChN) (1928–2019)           | 23 grudnia 1991      | 17 marca 1993        | 452 dni             | Rząd Jana Olszewskiego Rząd Hanny Suchockiej               |
| 4.     |         | Jan Piątkowski (ZChN) (1935–2016)          | 17 marca 1993        | 26 października 1993 | 223 dni             | Rząd Hanny Suchockiej                                      |
| 5.     |         | Włodzimierz Cimoszewicz (SLD) (ur. 1950)   | 26 października 1993 | 6 marca 1995         | 496 dni             | Drugi rząd Waldemara Pawlaka                               |
| 6.     |         | Jerzy Jaskiernia (SdRP) (ur. 1950)         | 7 marca 1995         | 7 lutego 1996        | 337 dni             | Rząd Józefa Oleksego                                       |
| 7.     |         | Leszek Kubicki (ur. 1930)                  | 7 lutego 1996        | 31 października 1997 | 632 dni             | Rząd Włodzimierza Cimoszewicza                             |
| 8.     |         | Hanna Suchocka (UW) (ur. 1946)             | 31 października 1997 | 8 czerwca 2000       | 951 dni             | Rząd Jerzego Buzka                                         |
| p.o.   |         | Prezes Rady Ministrów Jerzy Buzek          | 8 czerwca 2000       | 12 czerwca 2000      | 4 dni               | Rząd Jerzego Buzka                                         |
| 9.     |         | Lech Kaczyński (PiS) (1949–2010)           | 12 czerwca 2000      | 4 lipca 2001         | 387 dni             | Rząd Jerzego Buzka                                         |
| 14..   |         | Stanisław Iwanicki (AWS) (ur. 1951)        | 5 lipca 2001         | 19 października 2001 | 106 dni             | Rząd Jerzego Buzka                                         |
| 11.    |         | Barbara Piwnik (ur. 1955)                  | 19 października 2001 | 6 lipca 2002         | 260 dni             | Rząd Leszka Millera                                        |
| 12.    |         | Grzegorz Kurczuk (SLD) (ur. 1949)          | 6 lipca 2002         | 2 maja 2004          | 666 dni             | Rząd Leszka Millera                                        |
| 13.    |         | Marek Sadowski (ur. 1948)                  | 2 maja 2004          | 6 września 2004      | 127 dni             | Pierwszy rząd Marka Belki Drugi rząd Marka Belki           |
| 14.    |         | Andrzej Kalwas (ur. 1936)                  | 6 września 2004      | 31 października 2005 | 420 dni             | Drugi rząd Marka Belki                                     |
| 15.    |         | Zbigniew Ziobro (PiS) (ur. 1970)           | 31 października 2005 | 7 września 2007      | 676 dni             | Rząd Kazimierza Marcinkiewicza Rząd Jarosława Kaczyńskiego |
| p.o.   |         | Prezes Rady Ministrów Jarosław Kaczyński   | 7 września 2007      | 11 września 2007     | 4 dni               | --------                                                   |
| (15.)  |         | Zbigniew Ziobro (PiS) (ur. 1970)           | 11 września 2007     | 16 listopada 2007    | 66 dni              | Rząd Jarosława Kaczyńskiego                                |
| 16.    |         | Zbigniew Ćwiąkalski (ur. 1950)             | 16 listopada 2007    | 21 stycznia 2009     | 432 dni             | Pierwszy rząd Donalda Tuska                                |
| p.o.   |         | Prezes Rady Ministrów Donald Tusk          | 21 stycznia 2009     | 23 stycznia 2009     | 2 dni               | --------                                                   |
| 17.    |         | Andrzej Czuma (PO) (ur. 1938)              | 23 stycznia 2009     | 13 października 2009 | 273 dni             | Pierwszy rząd Donalda Tuska                                |
| (p.o.) |         | Prezes Rady Ministrów Donald Tusk          | 13 października 2009 | 14 października 2009 | 1 dzień             | --------                                                   |
| 18.    |         | Krzysztof Kwiatkowski (PO) (ur. 1971)      | 14 października 2009 | 30 marca 2010        | 167 dni             | Pierwszy rząd Donalda Tuska                                |

Ministrowie sprawiedliwości – członkowie Krajowej Rady Sądownictwa (od 2010 do 2016) (po odłączeniu urzędu prokuratora generalnego)
| Lp.   | Zdjęcie | Imię i nazwisko (partia polityczna)   | Objęcie urzędu    | Złożenie urzędu   | Długość urzędowania | Rząd                        |
| ----- | ------- | ------------------------------------- | ----------------- | ----------------- | ------------------- | --------------------------- |
| (18.) |         | Krzysztof Kwiatkowski (PO) (ur. 1971) | 30 marca 2010     | 18 listopada 2011 | 598 dni             | Pierwszy rząd Donalda Tuska |
| 19.   |         | Jarosław Gowin (PO) (ur. 1961)        | 18 listopada 2011 | 6 maja 2013       | 535 dni             | Drugi rząd Donalda Tuska    |
| 20.   |         | Marek Biernacki (PO) (ur. 1959)       | 6 maja 2013       | 22 września 2014  | 504 dni             | Drugi rząd Donalda Tuska    |
| 21.   |         | Cezary Grabarczyk (PO) (ur. 1960)     | 22 września 2014  | 30 kwietnia 2015  | 220 dni             | Rząd Ewy Kopacz             |
| p.o.  |         | Prezes Rady Ministrów Ewa Kopacz      | 30 kwietnia 2015  | 4 maja 2015       | 5 dni               | Rząd Ewy Kopacz             |
| 22.   |         | Borys Budka (PO) (ur. 1978)           | 4 maja 2015       | 15 listopada 2015 | 195 dni             | Rząd Ewy Kopacz             |
| (15.) |         | Zbigniew Ziobro (SP) (ur. 1970)       | 16 listopada 2015 | 4 marca 2016      | 109 dni             | Rząd Beaty Szydło           |

Ministrowie sprawiedliwości – członkowie Krajowej Rady Sądownictwa – prokuratorzy generalni (od 2016)
| Lp.   | Zdjęcie | Imię i nazwisko (partia polityczna) | Objęcie urzędu    | Złożenie urzędu   | Długość urzędowania | Rząd                                                                                     |
| ----- | ------- | ----------------------------------- | ----------------- | ----------------- | ------------------- | ---------------------------------------------------------------------------------------- |
| (15.) |         | Zbigniew Ziobro (SP) (ur. 1970)     | 4 marca 2016      | 27 listopada 2023 | 2 824 dni           | Rząd Beaty Szydło Pierwszy rząd Mateusza Morawieckiego Drugi rząd Mateusza Morawieckiego |
| 23.   |         | Marcin Warchoł (SP) (ur. 1980)      | 27 listopada 2023 | 13 grudnia 2023   | 16 dni              | Trzeci rząd Mateusza Morawieckiego                                                       |
| 24.   |         | Adam Bodnar (ur. 1977)              | 13 grudnia 2023   | 24 lipca 2025     | 589 dni             | Trzeci rząd Donalda Tuska                                                                |
| 25.   |         | Waldemar Żurek (ur. 1970)           | 24 lipca 2025     | nadal             | 22 dni              | Trzeci rząd Donalda Tuska                                                                |

## Siedziba
W latach 1919–1939 siedzibą Ministerstwa Sprawiedliwości był pałac Raczyńskich przy ul. Długiej 7. Po wojnie siedzibą ministerstwa był gmach Sądów Grodzkich na Lesznie.
Obecnie Ministerstwo Sprawiedliwości mieści się w dawnej kamienicy dochodowej Bohdanowicza (pierwotny adres Aleje Ujazdowskie 9), wzniesionej w latach 1929–1930 według projektu Adolfa Inatowicza-Łubiańskiego, połączonej z budynkami przy ul. Koszykowej 6 i 6A. W czasie okupacji niemieckiej znajdowała się tam siedziba Kriminalpolizei (Kripo), a po 1945 – Ministerstwa Bezpieczeństwa Publicznego. W latach 1994–1996 gmach powiększono poprzez nadbudowę narożnej wystawki na dachu.

## Inne informacje
W 2018 Minister Sprawiedliwości utworzył uczelnię zawodową służb państwowych pod nazwą Wyższa Szkoła Kryminologii i Penitencjarystyki w Warszawie oraz Instytut Ekspertyz Ekonomicznych i Finansowych w Łodzi.
15 czerwca 2019 r. Ministerstwo Sprawiedliwości zapowiedziało, że pozwie naukowców z Uniwersytetu Jagiellońskiego za wystawienie przez nich krytycznej opinii na temat kontrowersyjnych, lecz przegłosowanych przez ówczesną partię rządzącą zmian w kodeksie karnym. Wywołało to falę krytyki nie tylko w środowisku naukowym, ale też w ogólnopolskich środkach masowego przekazu. Krakowski Instytut Prawa Karnego nazwał zapowiedzi Ministerstwa atakiem na wolność nauki, ingerencję w autonomię badań naukowych oraz próbę ograniczenia udziału społeczeństwa obywatelskiego w opiniowaniu projektów przyszłego prawa. Po nagłośnieniu medialnym minister Ziobro ostatecznie wycofał się z tych zapowiedzi. Jednak według niektórych doniesień medialnych na zmianę jego decyzji wpłynęła dopiero interwencja Jarosława Kaczyńskiego, a nie fakt nagłośnienia sprawy.